# Hypanua dinawa
Hypanua dinawa är en fjärilsart som beskrevs av Bethune-Baker 1906. Hypanua dinawa ingår i släktet Hypanua och familjen nattflyn. Inga underarter finns listade i Catalogue of Life.